# Copromyza hackarsi
Copromyza hackarsi är en tvåvingeart som först beskrevs av Vanschuytbroeck 1948.  Copromyza hackarsi ingår i släktet Copromyza och familjen hoppflugor. Inga underarter finns listade i Catalogue of Life.